# Marea provocare: Le Mans ’66
Marea provocare: Le Mans ’66 (în original Ford v Ferrari) este un film american realizat în genul dramă sportivă din 2019 regizat de James Mangold și scris de Jez Butterworth, John-Henry Butterworth și Jason Keller. În rolurile principale sunt Matt Damon, Christian Bale, iar în cele secundare Jon Bernthal, Caitriona Balfe, Tracy Letts, Josh Lucas, Noah Jupe, Remo Girone și Ray McKinnon.
Subiectul urmărește o echipă de ingineri și designeri americani și britanici, conduși de designerul auto Carroll Shelby și de pilotul britanic, Ken Miles, cărora li se cere de către Henry Ford II și Lee Iacocca să construiască Ford GT40, o nouă mașină de curse cu potențial de a învinge echipa de curse a Ferrari în cursa de 24 de ore de la Le Mans din 1966. În primele etape ale producției filmului, Tom Cruise și Brad Pitt urmau să joace în rolurile principale, dar aceste planuri nu s-au mai concretizat. Mangold a fost angajat în februarie 2018, iar Damon, Bale și restul distribuției s-au alăturat în acea vară. Filmările au început în iulie 2018 în California și au durat puțin peste două luni.

## Distribuția
- Matt Damon - Carroll Shelby, fost pilot american de curse, proiectant de automobile și constructor
- Christian Bale - Ken Miles, veteran britanic din cel de-al doilea război mondial și pilot profesionist de mașini de curse
- Jon Bernthal - Lee Iacocca, vicepreședinte Ford
- Caitriona Balfe - Mollie Miles, soția lui Miles
- Tracy Letts - Henry Ford II, CEO al Ford și nepotul pionierului auto Henry Ford
- Josh Lucas - Leo Beebe, vicepreședinte executiv senior al Ford
- Noah Jupe - Peter Miles, fiul lui Miles
- Remo Girone - Enzo Ferrari, fondatorul Ferrari și al echipei sale de curse auto Scuderia Ferrari.
- Ray McKinnon - Phil Remington
- JJ Feild - Roy Lunn, un inginer Ford implicat în programul GT40
- Jack McMullen - Charlie Agapiou
- Corrado Invernizzi - Franco Gozzi, omul de încredere al lui Enzo Ferrari
- Joe Williamson - Donald N. Frey, inginer șef la Ford
- Ian Harding ca director Ford
- Christopher Darga - John Holman